# Froombosch
Froombosch est un village situé dans la commune néerlandaise de Midden-Groningue, dans la province de Groningue.

## Population
En 2009, le village comptait environ 850 habitants.